# Ogcodes schembrii
Ogcodes schembrii este o specie de muște din genul Ogcodes, familia Acroceridae, descrisă de Chvala în anul 1980.
Este endemică în Malta. Conform Catalogue of Life specia Ogcodes schembrii nu are subspecii cunoscute.